# Château de Puymartin
El castillo de Puymartin (en francés château de Puymartin) se encuentra en la localidad de Marquay, cerca de Sarlat-la-Canéda (departamento de Dordoña, en la región de Nouvelle-Aquitaine).
Es objeto de protección bajo monumentos históricos.

## Historia
La construcción del castillo comenzó en el siglo XIII. En 1357, el castillo se convirtió en posesión inglesa. Los cónsules de Sarlat compraron el dominio a los ingleses y lo abandonaron.
Radulphe de Saint-Clar reconstruyó el castillo en 1450. En el siglo XVI, Raymond de Saint-Clar compró el castillo y repelió a los protestantes. Fue él quien recuperó Sarlat de los hugonotes bajo el nombre de capitán de Puymartin.
En el siglo XVII, Jean de Saint-Clar y su hermana Suzanne se disputaron la posesión del castillo durante 40 años. Finalmente, Suzanne se convirtió en la propietaria. El castillo fue abandonado en el siglo XVIII.
En el siglo XIX, el marqués Marc de Carbonnier de Marzac, abuelo del actual propietario, restauró el castillo en estilo neogótico gracias a la dote de su esposa.
El castillo fue declarado monumento histórico por decreto de 6 de diciembre de 1948. Una de sus salas del siglo XVII, panelada y pintada, fue declarada monumento histórico el 1 de marzo de 1977.
Tras la muerte del propietario, Henri de Chérade de Montbron, el 31 de julio de 2002, su esposa e hijos lo heredaron en 2003.